# Руд-бои
Руд-бои (от англ. Rude-boy — грубиян), также руди (от англ. Rudie) — молодёжная субкультура, распространённая на Ямайке в 1960-е годы.

## Возникновение

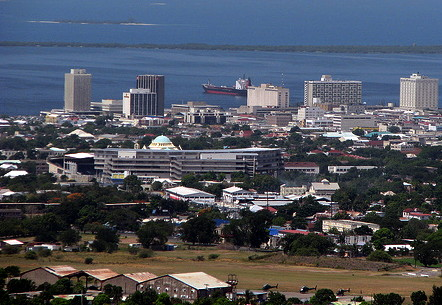
Кингстон

Появление руд-боев связано с экономическим положением Ямайки в этот период. Массовая безработица, презрение к заботам беднейшей городской молодёжи со стороны окружающих привели к потере оптимизма и возникновению стихийных группировок, помогавших сохранить чувство собственного достоинства.

## Внешняя атрибутика

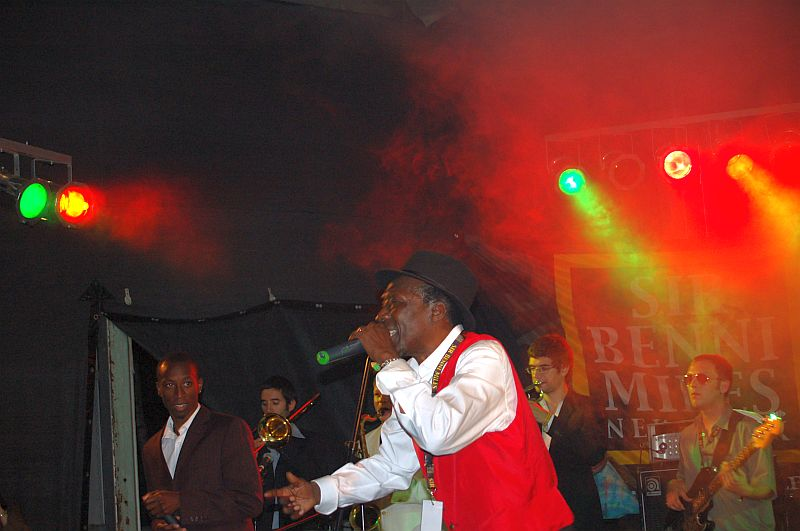
Элтон Эллис (Alton Ellis) - ещё один виднейший представитель рудбой-сцены

Руд-бои всячески подчеркивали свою агрессивность и презрение к опасностям. Одним из внешних признаков руди была бритая голова, очевидно, связанная с криминальной романтикой. Позднее этот атрибут унаследовали скинхеды. Излюбленной одеждой руд-боев был чёрный костюм, а также галстуки и шляпы, заимствованные из американских приключенческих фильмов.

## Музыка и танцы

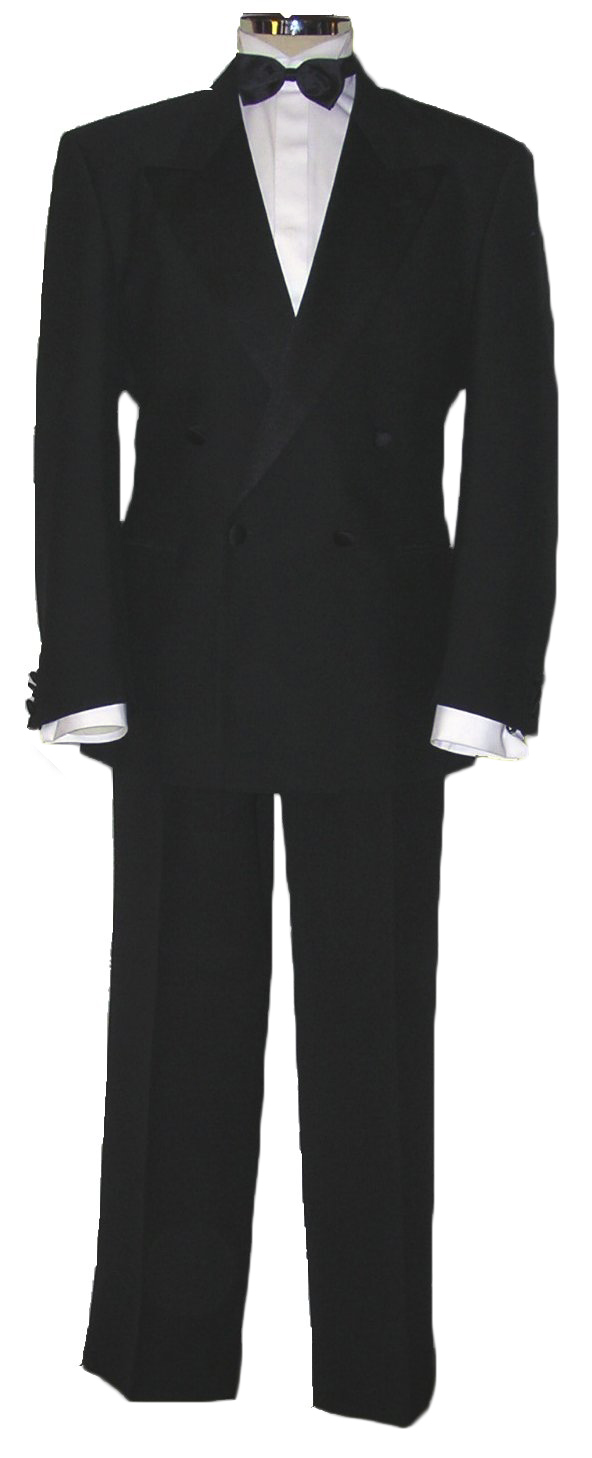
Костюм

Как и большинство тогдашних ямайцев, руд-бои любили танцевать ска на улицах или в танцзалах, однако и здесь их движения выражали напряжённость, неторопливость и скрытую агрессивность. С появлением рокстеди руд-бои переключились на этот стиль музыки. Музыкальными кумирами руд-боев были The Wailing Rude Boys, Принц Бастер, Джимми Клифф и другие ска- и рокстеди-группы. В их песнях воспевалась свобода от общественных норм, часто появлялись образы лидеров криминальных группировок, например, Джесси Джеймса и Аль Капоне, содержались упоминания об оружии и наркотиках. Одним из гимнов движения стала песня «Run, rudie, run» Ли Перри.

## Закат руд-боев

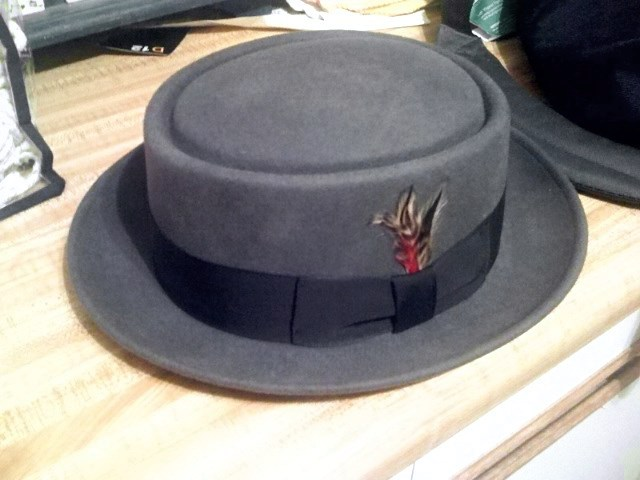
Шляпа

К концу 60-х — началу 70-х годов двадцатого века многие руд-бои оказались в тюрьмах, в бегах или окончательно опустились, другие нашли постоянный заработок, однако некоторые в поисках лучшей жизни перебрались в Англию, где смешались с движением модов, образовав традиционных скинхедов. 
Некоторые заимствовали из атрибутики руд-боев употребление лёгких наркотиков. С тех пор руд-бои остались лишь в воспоминаниях, хотя многие исполнители музыки, близкой к ска, и отождествляют себя с их традицией.